# باندورانغ شاستري أثافالي
باندورانغ شاستري أثافالي (19 أكتوبر 1920 - 25 أكتوبر 2003)، المعروف أيضًا باسم داداجي، والذي يُترجم حرفيًا باسم «الأخ الأكبر» باللغة الماراثية، كان ناشطًا هنديًا وفيلسوفًا وزعيمًا روحيًا وثوريًا اجتماعيًا ومصلحًا دينيًا، قام بتأسيس سواديايا باريفار (عائلة سواديايا) في عام 1954. سواديايا هي عملية دراسة ذاتية تعتمد على البهاغافاد غيتا والتي انتشرت عبر ما يقرب من 100000 قرية في الهند، مع خمسة ملايين من أتباعها. يشتهر داداجي بخطاباته حول البهاغافاد غيتا والفيدا والأبانيشاد، وهو معروف أيضًا بعمله المتفاني ومعرفته الرائعة في الكتب المقدسة.